# Богдан Лоза
 Богдан Лоза  је био српски правник и универзитетски професор облигационог права. Први је вршио дужност декана Правног факултета Универзитета у Источном Сарајеву од 1994-1999. године.

## Биографија
Био је декан Правног факултета у Сарајево од 1982. до 1984. године. Одлуком  Министарства образовања, науке и културе Републике Српске је 30. новембра 1994. установљен Правни факултет. За в.д. декана именован је проф. др Богдан Лоза, а сједиште Факултета је лоцирано у Илиџи од 1994-1996.
Награда за студента генерације Правног факултета Пале носи његово име.

## Значајна дјела
- Облигационо право, општи дио, Сарајево, 1981. година
- Основи права и привредно право, сарајево, 1983. година
- Облигационо право: општи дио посебни дио. Пале, 2000. година